# エイデン
エイデン（Eiden）は、かつて東海地方を営業基盤としていた日本の家電量販店チェーン。エディオングループの店舗ブランドのひとつであった。
また、株式会社エイデン（英語: Eiden Co.,Ltd.）は、2009年（平成21年）9月30日までこれを運営していた企業であるが、同社は翌10月1日に株式会社エディオンEASTに商号変更した。本社は愛知県名古屋市港区に置かれていた。店舗の本店は同県同市中村区（エディオン名古屋本店）に所在していた。

## 特色
基本となる業態は家電専門店のエイデンで、他にパソコン専門店のコンプマート、CD・DVD専門店のディスクステーション、ホームセンターのホームエキスポ等の様々な業態を持つ。子会社のエディオンコミュニケーションズを通じて携帯専門店「ケータイeモール」や各キャリアの名を冠したショップも展開している。また旧東京エディオンとその子会社石丸電気を吸収合併したため、それらが運営した店舗も引き継いでいる。2002年（平成14年）に、株式会社デオデオと共同で持株会社の株式会社エディオンを設立し、同社の完全子会社となり、事業統合した。2009年（平成21年）10月1日をもってエディオンEASTと改名し、今後はエディオングループの中部地方以東での展開を担当することとなる。
出店戦略としては直営の大型店に加え、個人経営の電器店とフランチャイズ契約を結び、系列店としている（エイデンファミリーショップ、通称EFS）。これにより、高齢者など大型店ではカバーできない需要の取り込みを行っているが、大型店で購入した商品の配達工事及び修理を請け負わせる事は全く無い。むしろ、EFSは、近くの大型直営店に顧客と同伴して商談をしたり、配送、設置、修理等を大型店に依頼する事もできるメリットがある。そのため規模に対して店舗数が非常に多い。
2009年（平成21年）2月にはエイデンを存続会社として、東京エディオン、石丸電気及びその子会社、三石電化センターを、4月にはホームエキスポをそれぞれ吸収合併。中部地方に加え関東地方も営業範囲となった。関東では一時期コンプマートを展開していたため事実上の再進出となる。店舗網は整理し不採算店の閉鎖を進める一方、9月には石丸電気のブランドでららぽーと新三郷店を開店した。11月には関東での店舗は老舗家電店だった石丸電気の認知が高いことからエディオンブランドの店舗を石丸電気に統一した。

## エディオングループとしての事業共通化
コンプマート
当初はエイデンと伊藤忠商事の合弁会社による情報機器専門店で、紆余曲折を経て現在はエディオングループ共通の店舗名となっている。例えば「コンプマート広島」は、デオデオのストアブランドを併用している。なおデオデオは、かつて情報機器専門店としてComCityを展開していた。
かつては南関東・東海を中心に多数の店舗を展開するなど隆盛を極めたが、現在独立して存在する店舗はデオデオブランド含めて2014年現在、広島に1店舗あるのみである。代わりに一部の大型店でパソコンコーナーの名称としてコンプマートを展開している。なお、2009年（平成21年）の石丸電気本店（2012年9月15日より『エディオン秋葉原本店』）の改装により、3階のパソコン・DOS/Vパーツ売り場をコンプマートとし、関東地方で5年振りにコンプマートの営業が再開された。
ネバーランド
かつてはエイデン店舗内のコンピュータゲーム専門の販売コーナーの名称で、現在はエディオングループ共通のおもちゃおよびコンピュータゲームの販売店名となっている。例えば「ネバーランド広島本店」は、デオデオのストアブランドを併用している。
なお、現在はエイデン系のネバーランドでも、コンピュータゲームだけに特化せず、おもちゃも扱う店舗が登場している。また、石丸電気の一部店舗でもネバーランドの名称を使用している。
eeカード
かつては、デオデオのライフカード（クレジット機能）提携の5年間修理保証付ポイントカードで、現在は『エディオンカード』となり、エディオングループ共通の制度となっている。エイデンは2003年 - 2004年に、自社ポイントカード（The倶楽部カード）・長期保証制度（まもるくん）から当時の『エイデンeeカード』に移行した。ポイントは蓄積・活用ともに、完全互換性がある。なお、2007年（平成19年）8月22日受付分より、オーエムシーカード→セディナ提携に移行していた。2011年4月から、デオデオと同様にオリエントコーポレーションとの提携に移行した。詳細はエディオンのカード・独自保証制度を参照。
ファミリーショップ
デオデオファミリーショップ（通称DFS）のノウハウがエイデンにもエイデンファミリーショップ（通称EFS）として展開されている。
CM・店内ソング
2006年（平成18年）より、CMもデオデオや他のエディオン系の店舗ブランドと共通化した。相違点は出演者の制服やアナウンスの違い、「買って安心・ずっと満足、エイデン（地域によってブランド名が変化）」などがある。
エディオン共通キャラクターであるエディ店長出演のエディオングループ共通のCMと、エイデン独自のCMの両方が流れていた時期もある。
店内ソングは2010年（平成22年）より、石丸電気と共通化しているが、歌詞はエイデン独自のものになっている。

## 沿革
- 1948年（昭和23年）7月23日 - 岡嶋昇三が個人商店栄電社を創業。
- 1955年（昭和30年）4月7日 - 「株式会社栄電社」を設立。
- 1965年（昭和40年） - 支店1号店の多治見橋店開店、チェーン展開を開始。
- 1973年（昭和48年）12月 - 株式会社エスミー（現・株式会社エヌワーク）設立。
- 1977年（昭和52年）9月 - 栄電特販株式会社を設立し、通信販売事業を開始。
- 1981年（昭和56年） - 労働組合結成。
- 1981年（昭和56年）
  - 3月21日 - 岡島殖産株式会社を吸収合併[2]。
  - 8月21日 - 栄電特販株式会社を吸収合併し、通信販売事業を継承。
- 1983年（昭和58年）
  - 2月21日 - エイデン物流（現・コムネット）設立[3]。
  - 10月26日 - 名古屋証券取引所第二部へ上場。
- 1984年（昭和59年） - 情報専門店テクノ名古屋（現コンプマート名古屋）開店。
- 1989年（平成元年）- 店舗の屋号を栄電社からEiDEnに変更。赤を基調とする。
- 1993年（平成5年） - ネバーランドのインショップ展開を開始。
- 1995年（平成7年）3月21日 - ホームセンター事業を行なっていた株式会社サカキヤと合併し、社名を株式会社エイデンサカキヤに変更。
- 1998年（平成10年）
  - 7月1日 - 社名を株式会社エイデンに変更。
  - 11月24日 - 東京証券取引所第二部へ上場。
- 2000年（平成12年）3月1日 - 東証第一部、名証第一部に昇格。
- 2001年（平成13年）
  - 1月30日 - ホームセンター事業を分社化する目的で、株式会社ホームエキスポを設立。
  - 4月1日 - ホームセンター事業を、子会社の株式会社ホームエキスポに譲渡。
  - 5月7日 - 株式会社デオデオと経営統合で合意[4]。
- 2002年（平成14年）
  - 3月29日 - 株式会社デオデオと共同で持株会社株式会社エディオンを設立。同社の完全子会社となる。
  - 10月1日 - 関東地方でコンプマートを運営する株式会社コンプマートを吸収合併。
- 2004年（平成16年）12月31日 - 関東地方のコンプマート（独立店舗）をすべて閉店。
- 2005年（平成17年）4月1日 - フランチャイズショップ「エイデンファミリーショップ（通称EFS）」の展開を開始。
- 2006年（平成18年）
  - 4月1日 - ロゴマークをEiDEnからEIDEnに変更。
  - 7月1日 - 子会社の株式会社ディスクステーションを吸収合併。
  - 7月31日 - ミドリ電化から東海地方の11店舗を事業譲受。
- 2007年（平成19年）
  - 2月19日 - 本社を愛知県名古屋市港区（旧ミドリ電化名古屋みなと店）に移転した。同日、静岡県内で100満ボルトを展開している株式会社三石電化センターの株式を100%取得し、子会社化。
  - 2月20日 - 傘下になったばかりの三石電化センターが100満ボルト時代に分社経営していた有限会社6社を吸収合併[5]。
- 2008年（平成20年）
  - 4月1日 - デオデオから東海地方の「デオデオファミリーショップ（通称DFS）」4店舗を事業移管。
  - 5月2日 - 三石電化センターが1月に閉店したサンテラス駿東（ユニー運営）の跡地にエイデンサントムーン柿田川店をオープン[6]した後、本社を三島市から清水町にある店内へ移転。
- 2009年（平成21年）
  - 2月1日 - エディオンの子会社である株式会社東京エディオンとその子会社である石丸電気株式会社、石丸電気の子会社である東京石丸電気株式会社、株式会社石丸電気レコードセンター、アイアイオンライン株式会社の3社、エイデンの子会社の株式会社三石電化センターの合計6社を吸収合併。エイデン子会社の株式会社コムネットが、石丸子会社のアイアイテクノサービス株式会社を吸収合併。
  - 4月1日 - 子会社の株式会社ホームエキスポを吸収合併しホームセンター事業部とした。
  - 10月1日 - 社名を株式会社エディオンEASTに改名。なおエイデンの店舗名は存続。
- 2010年（平成22年）
  - 4月1日 - 株式会社エヌワークがエディオンEAST子会社から、エディオン子会社に移管[7]。
  - 10月1日 - 株式会社エディオンEASTと株式会社エディオンWESTの吸収合併に従い、当ブランドの運営会社は株式会社エディオンとなる。
- 2011年（平成23年）
  - 2月1日 - 株式会社コムネットのネットワーク事業を株式会社エヌワークに承継[8]。
  - 4月1日 - 株式会社エディオンが株式会社コムネットを吸収合併。
- 2012年（平成24年）
  - 5月11日 - 直営店の店舗ブランドを「エディオン」に同年10月1日に変更することを発表[9]。
  - 9月15日 - 店舗ブランド「エディオン」の本格利用開始。
  - 10月1日 - エディオン発足10周年を機に、エディオン直営店の屋号を「エディオン」に変更[10]。
- 2013年（平成25年）
  - 春頃 - フランチャイズ店（エイデンファミリーショップ（EFS））の屋号を「エディオン」に変更。

## 店舗

エディオン統合前のロゴ（2006年～2012年）

エディオングループの店舗ブランドの地域別棲み分けにより、エイデンとしては基本的に東海4県（愛知県・岐阜県・三重県・静岡県）と長野県への店舗展開となっている。
ブランド統一前のエディオン内でエイデンブランドを名乗る店舗は、2012年3月時点で98店舗存在していた。

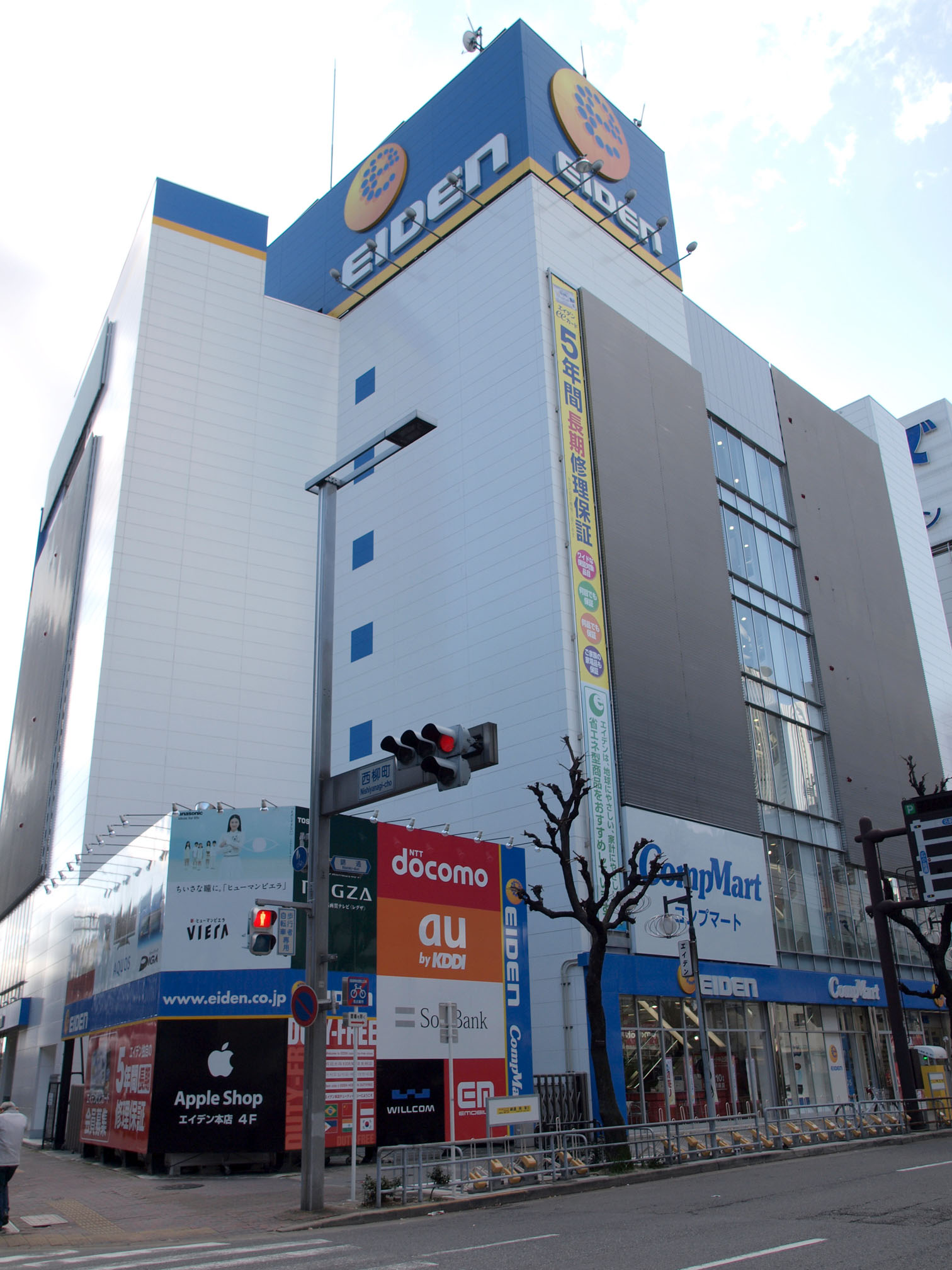
エイデン本店 （別角度から、新CI時代）
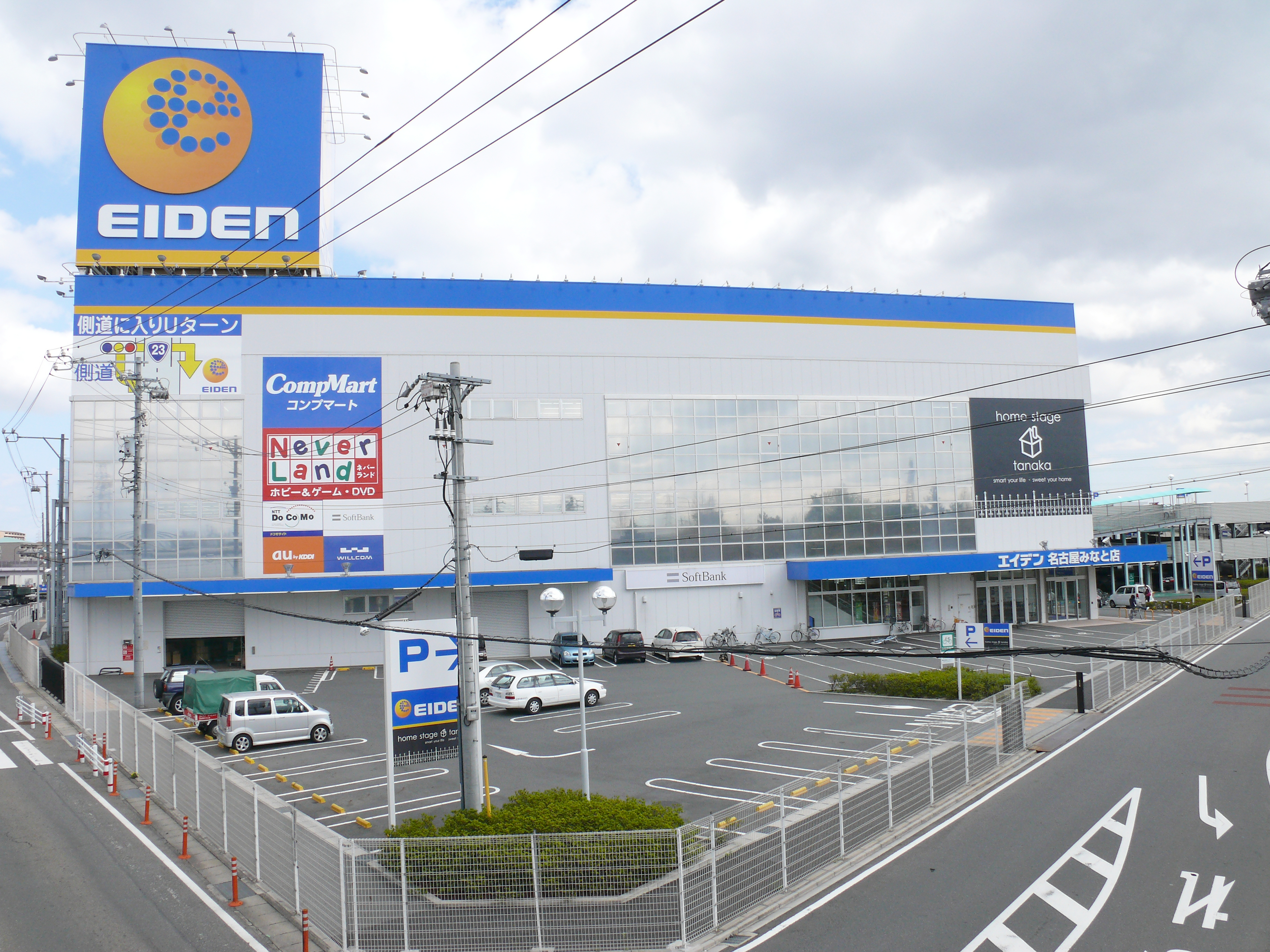
本社があったエイデン名古屋みなと店 （後のエディオン名古屋みなと店、2013年6月2日閉鎖）
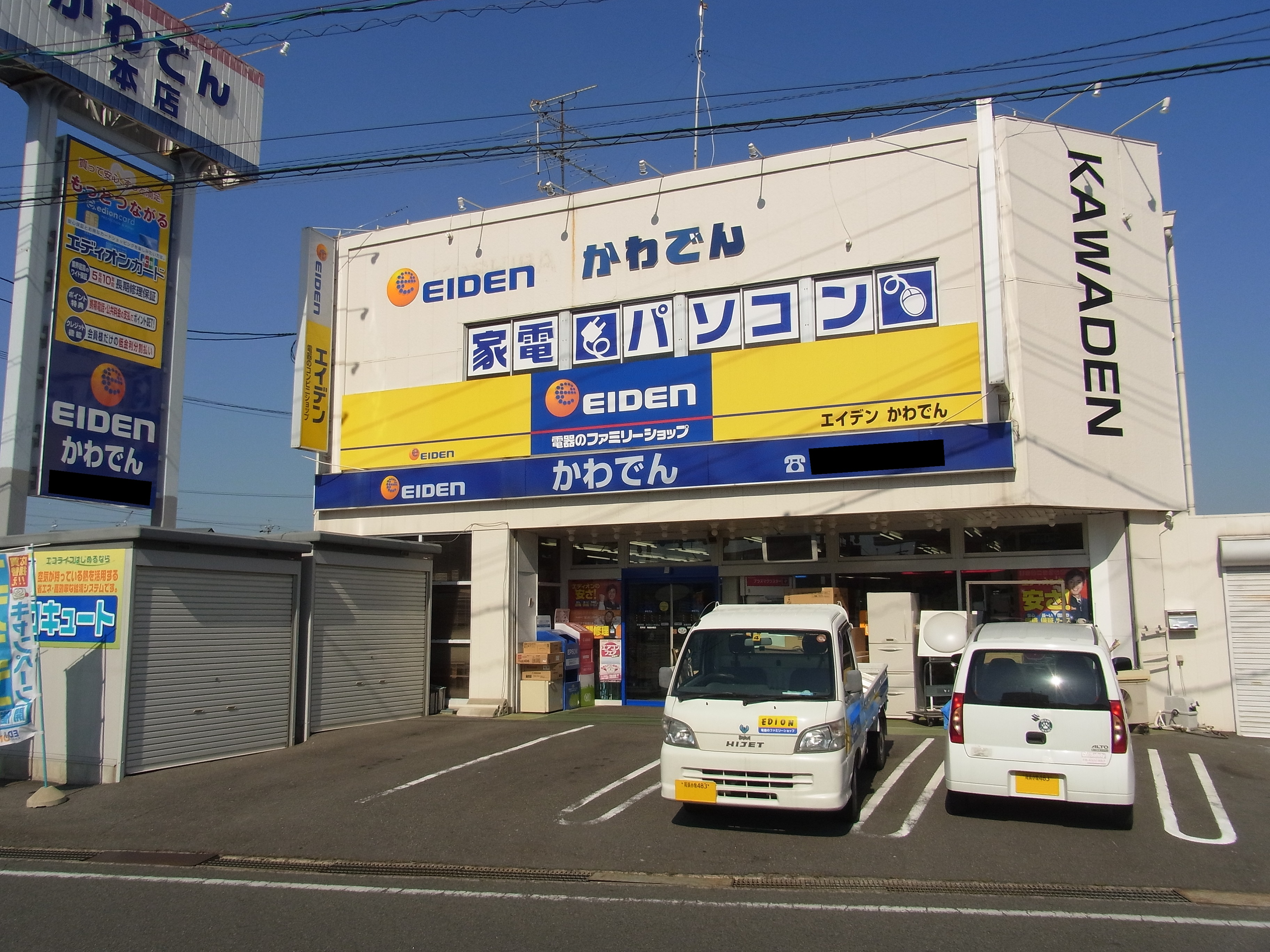
フランチャイズ店舗の例

## 子会社・関連会社
- 株式会社エイデンコミュニケーションズ（現在：エディオンコミュニケーションズ） - 携帯電話ショップ（携帯電話の販売、一次代理店業務も行なう）
- 株式会社エヌワーク - ITシステム構築・運用・保守（POSシステムの運営、開発）

### かつての関連会社
- 株式会社ディスクステーション（DVD・CDソフト等の販売およびレンタル事業） - 2006年（平成18年）7月1日にエイデンに吸収合併。
- 株式会社三石電化センター - 2009年（平成21年）2月1日にエイデンに吸収合併。かつては100満ボルトやケーズデンキのフランチャイズに加盟していた。
- 株式会社ホームエキスポ - ホームセンター・ペットショップ - 2009年（平成21年）4月1日にエイデンに吸収合併。
- 株式会社いまじん - 書籍・CD・DVD販売。一時期子会社だった。現在は他社への割当増資のため、資本比率は希薄化している。
- 株式会社コムネット - 家電製品の配送・据付工事・修理。2011年（平成23年）4月1日にエディオンに吸収合併。

## 広告

### CM出演者
- エディ店長（エディオン共通CM・2010年 – ）
- 所ジョージ（エディオン共通CM・2006年6月 – ）
- 錦野旦（エイデン独自CM・2006年6月 –：携帯電話・ワンセグ・MNP部門）

(以前)
- 長山洋子
- 河西りえ
- 高田延彦
- 佐竹雅昭
- 関根勤
- 川崎郁美
- 小池栄子・佐藤江梨子（携帯電話部門）
- つボイノリオ

### キャッチフレーズ
ブランド統一直前
- 買って安心、ずっと満足

かつてのキャッチフレーズ
- まじめ、でんき
- エブリゲンキ

### スポンサー番組
いずれもエイデンブランド現存当時のもの。

#### テレビ
- お笑いマンガ道場（中京テレビ）
- pluspo（東海テレビ）
- めざましテレビ（金曜日、7時台）（フジテレビ）
- 情報プレゼンター とくダネ!（水曜日）（フジテレビ）
- PS（中京テレビ）
- くりびつ!（東海テレビ）

#### ラジオ
- ZIP HOT 100（ZIP-FM）
- CBCドラゴンズナイター（CBCラジオ）

### スポーツチームのスポンサー
- エディオンBLITZ（2007年から2012年まで『エイデン愛工大OB BLITZ』としてスポンサーを務めていた社会人野球のクラブチーム）
- 中日ドラゴンズ（2010年から2012年までヘルメットスポンサーを務めていた）

### その他
- 2007年（平成19年）7月5日 - 8月31日、PLAYSTATION 3専用ソフト「ぼくのなつやすみ3 -北国編- 小さなボクの大草原」用に、PlayStation Storeにて「エイデン・ロゴ入りオリジナルT-シャツ」を無料配信。

### カウキャッチャー・ヒッチハイク
1996年より、名古屋テレビ放送（メ〜テレ）で放送の「スーパー戦隊シリーズ」が（テレビ朝日系列）のカウキャッチャー・ヒッチハイクをエディオン統合前の2012年9月まで不定期で流していた。なお、カウキャッチャー・ヒッチハイクについては下記の通り。
- 激走戦隊カーレンジャー
- 電磁戦隊メガレンジャー
- 星獣戦隊ギンガマン
- 救急戦隊ゴーゴーファイブ
- 未来戦隊タイムレンジャー
- 百獣戦隊ガオレンジャー
- 忍風戦隊ハリケンジャー
- 爆竜戦隊アバレンジャー
- 特捜戦隊デカレンジャー
- 魔法戦隊マジレンジャー
- 轟轟戦隊ボウケンジャー
- 獣拳戦隊ゲキレンジャー
- 炎神戦隊ゴーオンジャー
- 侍戦隊シンケンジャー
- 天装戦隊ゴセイジャー
- 海賊戦隊ゴーカイジャー
- 特命戦隊ゴーバスターズ（統合前の2012年9月まで）